# Hermann von Reichenau
Hermann von Reichenau (latinizirano Hermanus Contractus, Herman Hromi ali Herimannus Augiensis), nemški učenjak, skladatelj, glasbeni teoretik in pesnik, * 18. julij 1013, Altshausen pri Bad Saulgau, Nemčija, † 24. september 1054, samostan Reichenau.
Hermann je bil sin vojvode Altshausenskega. Zaradi paralitične bolezni je bil ohromljen že v rani mladosti. Bil je benediktinec v samostanu Reichenau, na otoku Raichenau na Bodenskem jezeru. Prispeval je na področja vseh štirih ved kvadrivija. Napisal je delo Cronicon ab urbe condita ad annum (1054), pomemben izvor za zgodovino tistega časa v katerem je živel. Delo je nadaljeval do leta 1066 njegov učenec Berthold. To je bila podrobna kronika od rojstva Jezusa do njegovega časa. V njem so bili prvič skupaj navedeni dogodki iz 1. stoletja, ki so bili prej raztreseni po različnih kronikah. Dogodke je časovno razvrstil od začetka krščanstva. 
Pisal je tudi pesmi De octo vitiis principalibus in razprave iz matematike (geometrija, aritmetika), glasbe in astronomije (De astrolabio) z navodili o izdelavi astrolaba. V tistem času je bil astrolab za krščansko Evropo še zelo nova priprava. Od njega izvira tudi antifona Alma redemptoris mater. V svojih traktatih je poskušal izboljšati takratno notno pisavo.